# Archaeomaene
Archaeomaene è un genere di pesci ossei estinti, appartenenti ai teleostei. Visse nel Giurassico superiore (Titoniano, circa 150-145 milioni di anni fa) e i suoi resti fossili sono stati ritrovati in Australia. 

## Descrizione
Questo pesce era di piccole dimensioni e poteva oltrepassare di poco i 15 centimetri di lunghezza. Il corpo aveva una forma piuttosto allungata, mentre il muso era corto, alto e dalla punta arrotondata. Gli occhi erano grandi e le fauci piuttosto grandi. La pinna dorsale era piccola, situata in posizione arretrata e posta obliquamente rispetto alla pinna anale, più grande. Le pinne pelviche erano allungate e dotate di una parte terminale arrotondata, mentre le pinne pettorali erano strette. La pinna caudale era piccola, biforcuta e dai lobi piuttosto larghi.  
Rispetto ad altri generi simili come Wadeichthys e Aphnelepis, Archaeomaene possedeva alcune caratteristiche uniche: il canale sensoriale sopraorbitale era dotato di tubuli ramificati, mentre le pinne pelviche, anale e dorsale erano prive di fulcri. Inoltre, le scaglie di Archaeomaene erano cicloidi. Un'altra caratteristica di questo pesce era la presenza di sei uroneurali.

## Classificazione
Archaeomaene è il genere eponimo degli archeomenidi (Archaeomaenidae), un gruppo di pesci attinotterigi molto vicini all'origine dei teleostei moderni. In particolare, sembra che questo genere fosse in una posizione basale rispetto ad altri generi come Wadeichthys e Oreochima.
I primi fossili di questo pesce furono scoperti nella zona di Talbragar, nei pressi di Gulgong, in Nuovo Galles del Sud (Australia), e vennero descritti da Arthur Smith Woodward con il nome di Archaeomaene tenuis. Altri fossili rinvenuti nello stesso giacimento vennero attribuiti da Woodward a una nuova specie, A. robustus, in seguito attribuita da Wade a un genere a sé stante (Madariscus). In realtà, è stato poi dimostrato che l'esemplare sul quale era basata la nuova specie era un esemplare composito, con la testa di un esemplare di Archaeomaene sovrapposta a un esemplare di Aphnelepis. Altri esemplari attribuiti a Madariscus sono stati riconosciuti come esemplari maturi di Archaeomaene (Bean, 2021).